# Tages- und Termingeldhandel
Der Tages- und Termingeldhandel (auch Geldhandel genannt) ist ein wesentliches Marktsegment des Geldmarkts, wobei unbesicherte Kredite bzw. Geldanlagen mit einer Laufzeit von einem Tag bis zu einem Jahr gehandelt werden. International ist er Bestandteil des Interbankenhandels und internationalen Kreditverkehrs und heißt englisch Call money and term deposit trading. 
Aus Sicht der Kreditinstitute gehört der Tages- und Termingeldhandel entweder zum Aktivgeschäft (wenn Banken Tages- oder Termingelder als Kredite gewähren) oder zum Passivgeschäft (wenn sie Tages- oder Termingeld als Einlagen annehmen).

## Handelsobjekte und Marktteilnehmer
Handelsobjekte sind Tagesgelder, Termingelder und so genannte Vorkassageschäfte. Zu letzteren gehören gleichtägige Geschäfte (englisch overnight, O/N, ON) sowie Geschäfte für den nächsten Bankarbeitstag (englisch Tomorrow-Next, Tom-Next, T/N oder TN), die von beiden Vertragspartnern am nächsten Arbeitstag zu erfüllen sind. Bei Termingeldern ist die Fälligkeit auf mehr als einen Arbeitstag hinausgeschoben, maximal beträgt ihre Laufzeit zwischen einem Monat und 12 Monaten. Marktteilnehmer sind hauptsächlich Kreditinstitute, welche oft als Market-Maker auftreten, sowie Nichtbanken mit erstklassiger Bonität („AAA“) wie Versicherungen, Pensionskassen, Fondsgesellschaften, Großunternehmen, öffentliche Unternehmen und die Zentralbanken. Großunternehmen können auch untereinander mit Tages- oder Termingeld im Rahmen der Disintermediation handeln (Industrieclearing) oder gleichen innerhalb eines Konzerns zwischen der Konzernmutter und den Tochterunternehmen Liquidität aus (Konzernclearing).

## Geschäftsarten
Insbesondere der Tagesgeldzins richtet sich am Leitzins der EZB, dem Spitzenrefinanzierungssatz, zuzüglich einer vom Kreditrisiko (Rating) des Kreditnehmers abhängigen Kreditmarge aus. Im Regelfall ist der Tagesgeldzins niedriger als der Zinssatz für unbesicherte Kontokorrentkredite. Der Termingeldzins ist bei normalem Zinsniveau höher als der Tagesgeldzins, weil die Marktteilnehmer von künftig steigendem Zinsniveau ausgehen, bei inversem Zinsniveau ist die Situation umgekehrt. Als handelbare Fremdwährungen kommen auch Britisches Pfund oder US-Dollar in Betracht. Die Referenzzinssatzarten sind EURIBOR (für Laufzeiten zwischen 1 Woche und 12 Monaten), LIBOR (overnight bis 12 Monate) und EONIA (für Vorkassageschäfte). 
Beim Tagesgeld unterscheidet man:
- englisch Overnight-Geschäft, auch verkürzt Overnight genannt, bei dem das Geld zwischen den Vertragspartnern von heute auf morgen über Nacht verliehen wird. Das Geld wird noch am selben Tag dem Konto des Geldnehmers gutgeschrieben und am nächsten Tag dem Geldgeber inklusive Zinsen zurückgezahlt. Um den damit verbundenen Zahlungsverkehr abwickeln zu können, werden Overnight-Geschäfte in der Regel nicht später als 14 Uhr getätigt. Im Interbankenhandel tätigen Banken unter sich auch nach diesem Zeitpunkt Overnight-Geschäfte, um ihre Position glattzustellen.
- englisch Tom/Next-Geschäft wird in der Langform als Tomorrow-against-Next-Day bezeichnet. Die Geldhändler vereinbaren damit am Tag des Geschäftsabschlusses, dass der eine Kontrahent dem anderen am nächsten Tag bis zum übernächsten Tag Geld zur Verfügung stellt. Am übernächsten Tag erhält der Geldgeber seinen Kapitalbetrag inklusive Zinsen zurück.
- englisch Spot/Next-Geschäft ist in der Langform Spot-against-Next-Day. Geldnehmer und Geldgeber einigen sich über eine Geldleihe, die mit der eigentlich marktüblichen Valuta des übernächsten Tages an den Geldnehmer gezahlt wird und am darauffolgenden Werktag an den Geldleiher inklusive Zinsen zurückgezahlt wird.

Als Termingeld werden dagegen alle Geschäfte bezeichnet, bei denen der Geldnehmer den Betrag für mehr als einen Tag ausleiht. Geschäftsbeginn ist üblicherweise am übernächsten Tag (Marktusance). Die Rückzahlung erfolgt zum vereinbarten Termin inklusive Zinsen. Die Laufzeit ist nur in Ausnahmefällen länger als ein Jahr. Ultimogeld sind Termingelder, die erst nach dem Monats- oder Jahresultimo fällig sind. 
Der Tages- und Termingeldhandel ist ein Zinsgeschäft der Kreditinstitute, wobei die Zinsrechnung anhand der Zinsformel vorgenommen wird und die Zinsberechnungsmethode gewählt werden muss. Bei Tagesgeld wird in Abhängigkeit vom Tagesgeldzins ein Tageszins berechnet, bei Termingeld erfolgt die Zinsberechnung am Fälligkeitstag.

## Abwicklung
Zentrale Drehscheibe für den Tages- und Termingeldhandel ist die zuständige Zentralbank der jeweiligen Währung. So hat grundsätzlich jede Bank in ihrer Inlandswährung ein Clearing-Konto bei der jeweiligen Zentralbank, über das der gesamte Zahlungsverkehr abgewickelt wird. Die Zahlungen aus Tages- und Termingeldgeschäften unter Banken erfolgen im Regelfall durch Belastung des Clearing-Kontos des Geldgebers bzw. Gutschrift auf das Clearing-Konto des Geldnehmers. Sind Industrie- oder Handelsunternehmen involviert, erfolgt die Zahlungsabwicklung über das Clearing-Konto der kontoführenden Bank. Bei Fremdwährungen erfolgt die Zahlungsabwicklung über das entsprechende Clearing-Konto der Korrespondenzbank der jeweiligen Gegenpartei(en). 

## Geschichte
Der Tages- und Termingeldhandel begann als Marktsegment im Interbankenhandel unter Kreditinstituten. Für die meisten Spezialbanken (Konzernbanken, Autobanken, Teilzahlungsbanken, Entwicklungsbanken) wurde der Interbankenhandel mit Tages- und Termingeldern zur Hauptrefinanzierungsquelle. Das hieraus resultierende Gegenparteiausfallrisiko ist spätestens seit der Insolvenz der Herstatt-Bank im Juni 1974 im deutschen Bankwesen in den Vordergrund gerückt. Als am 26. Juni 1974 das Bundesaufsichtsamt (heute: BaFin) die der Herstatt-Bank erteilte Banklizenz gemäß § 35 Abs. 2 Nr. 4 KWG zurücknahm, ordnete es gleichzeitig die Abwicklung der Bank an und gab ihr auf, sofort ihre Zahlungen einzustellen. Dieses so genannte Aufbringungsmoratorium führte dazu, dass die Herstatt-Bank fällige Zahlungen an Kreditinstitute selbst dann nicht mehr leisten durfte, wenn diese Gegenparteien ihre Gegenleistungen bereits erbracht hatten. Insbesondere vom Tages- und Termingeldhandel mit der Herstatt-Bank als Kreditnehmerin waren einige inländische Kreditinstitute (Sparkassen und Landesbanken) und auch Auslandsbanken betroffen. Sie hatten der Herstatt-Bank in erheblichem Umfang Tages- und Termingeldkredite zur Verfügung gestellt.
Auch in der Finanzkrise ab 2007 hatte sich deutlich gezeigt, dass Institute das Gegenparteiausfallrisiko erheblich unterschätzten. So führte die Insolvenz des Bankhauses Lehman Brothers im September 2008 zu einer enormen Vertrauenskrise innerhalb des Interbankenmarktes, der in der Folge fast vollständig zum Erliegen kam. Anstatt dessen begannen die Kreditinstitute, sich bei ihrer Zentralbank (innerhalb der EU-Mitgliedstaaten die Europäische Zentralbank) zu refinanzieren, obwohl sie hier bei der Inanspruchnahme des Hauptrefinanzierungsinstruments der EZB notenbankfähige Sicherheiten zur Verfügung stellen müssen. Diese Stellung von Kreditsicherheiten für Tages- oder Termingelder ist im Tages- und Termingeldhandel zwar systemwidrig, soll jedoch ein Kreditrisiko der EZB verhindern.  

## Bankenaufsichtsrechtliche Regelungen
Bei Tages- und Termingeldgeschäften besteht für den Kreditgeber ein (einseitiges) Kreditrisiko, während bei Derivaten oder Kassa- oder Termingeschäften (nicht: Termingeldgeschäften) das Gegenparteiausfallrisiko ein zweiseitiges Verlustrisiko darstellt.
Die Kapitaladäquanzverordnung (englische Abkürzung CRR) regelt seit 2014 EU-weit wie folgt: Um das Kreditrisiko aus Tages- und Termingeldgeschäften einstufen zu können, darf ein Kreditinstitut keine Geschäftsbeziehung mit einer Gegenpartei eingehen, ohne deren Kreditwürdigkeit im Rahmen einer  Kreditwürdigkeitsprüfung beurteilt zu haben (Art. 286 Abs. 2a CRR). Während Kreditrisiken gegenüber Nichtbanken mit 100 Prozent des Tages- oder Termingeldbetrages in die Risikoposition eingehen (Art. 111 Abs. 1a CRR), werden Kreditinstitute als Kreditnehmer mit 20 Prozent des Tages- oder Termingeldbetrages berücksichtigt. Öffentliche Unternehmen (bei Kreditsicherheit durch öffentliche Bürgschaft), Kommunalkredite (Art. 115 Abs. 1 CRR), Kredite gegenüber bestimmten multilateralen Entwicklungsbanken (Art. 117 Abs. 2 CRR) sowie gegenüber der EZB (Art. 114 Abs. 3) sind mit 0 Prozent des Tages- oder Termingeldbetrages zu berücksichtigen, unterliegen mithin keiner Eigenmittelhinterlegungspflicht.